# Marzia Visani
Marzia Visani (31 agosto 2001) è una calciatrice italiana, di ruolo difensore.

## Carriera

### Club
Nata nel 2001, ha esordito con l'Orobica in Serie B nel 2018, titolare nella 26ª e ultima giornata di campionato, un pareggio casalingo per 3-3 contro il Real Meda, il 13 maggio. Alla prima stagione ha vinto il girone B di Serie B, ottenendo la promozione in Serie A.
Ha debuttato in massima serie il 16 marzo 2019, alla 18ª di campionato, entrando al 69' della sconfitta in trasferta per 4-0 contro il Mozzanica.

## Statistiche

### Presenze e reti nei club
Statistiche aggiornate al 3 luglio 2020.
| Stagione        | Squadra         | Campionato      | Campionato | Campionato | Coppe nazionali | Coppe nazionali | Coppe nazionali | Coppe continentali | Coppe continentali | Coppe continentali | Altre coppe | Altre coppe | Altre coppe | Totale | Totale |
| Stagione        | Squadra         | Comp            | Pres       | Reti       | Comp            | Pres            | Reti            | Comp               | Pres               | Reti               | Comp        | Pres        | Reti        | Pres   | Reti   |
| --------------- | --------------- | --------------- | ---------- | ---------- | --------------- | --------------- | --------------- | ------------------ | ------------------ | ------------------ | ----------- | ----------- | ----------- | ------ | ------ |
| 2017-2018       | Orobica         | B               | 1          | 0          | CI              | 0               | 0               | -                  | -                  | -                  | -           | -           | -           | 1      | 0      |
| 2018-2019       | Orobica         | A               | 1          | 0          | CI              | 0               | 0               | -                  | -                  | -                  | -           | -           | -           | 1      | 0      |
| 2019-2020       | Orobica         | A               | 15         | 0          | CI              | 1               | 0               | -                  | -                  | -                  | -           | -           | -           | 16     | 0      |
| Totale carriera | Totale carriera | Totale carriera | 17         | 0          | -               | 1               | 0               | -                  | -                  | -                  | -           | -           | -           | 18     | 0      |

## Palmarès

### Club

#### Competizioni nazionali
- Campionato italiano di Serie B: 1

Orobica: 2017-2018 (girone B)